# Šmigovec
Šmigovec (węg. Súgó) – wieś (obec) na Słowacji położona w kraju preszowskim, w powiecie Snina.
W miejscowości znajduje się zabytkowa drewniana cerkiew greckokatolicka Wniebowstąpienia Pańskiego.

## Historia
Pierwsze wzmianki o miejscowości pochodzą z roku 1569.

## Ludność
Według danych z dnia 31 grudnia 2012, wieś zamieszkiwało 90 osób, w tym 43 kobiety i 47 mężczyzn.
W 2001 rozkład populacji względem narodowości i przynależności etnicznej wyglądał następująco:
- Słowacy – 83,49%
- Czesi – 1,83%
- Rusini – 11,93%
- Ukraińcy – 1,83%
- Węgrzy – 0,92%

Ze względu na wyznawaną religię struktura mieszkańców kształtowała się w 2001 następująco:
- Katolicy rzymscy – 9,17%
- Grekokatolicy – 80,73%
- Prawosławni – 4,59%
- Nie podano – 4,59%

## Zabytki
- Drewniana cerkiew Wniebowstąpienia Pańskiego z 1755.